# Prohibice ve Spojených státech amerických

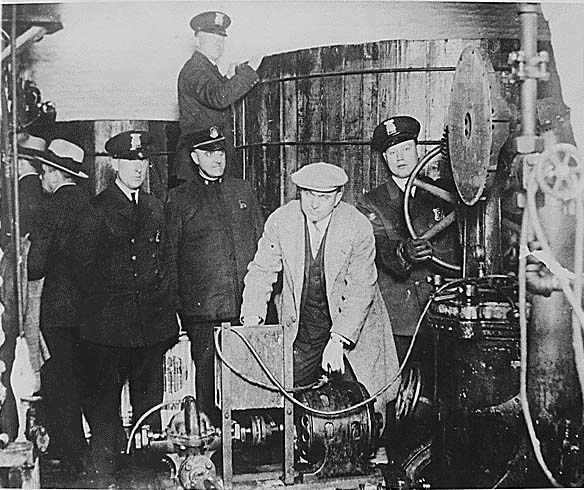
Detroitská policie v tajném pivovaru během éry prohibice

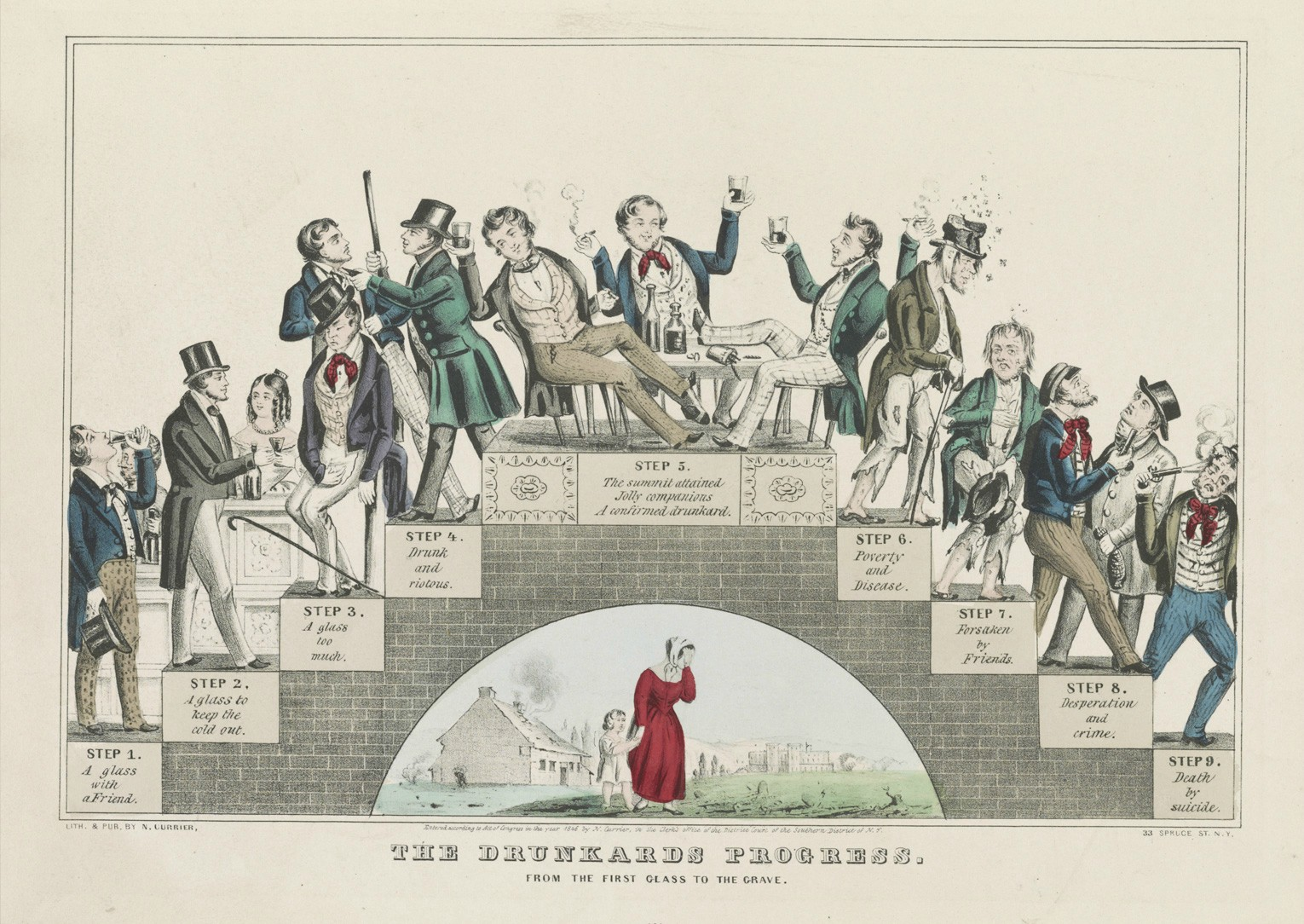
Vývoj opilce (The Drunkard's Progress) – umírněné pití vede k opilosti a katastrofě: Litografie Nathaniela Curriera podporující hnutí střídmosti, 1846

Prohibice ve Spojených státech amerických byl celostátní ústavní zákaz výroby, dovozu, přepravy a prodeje alkoholických nápojů od roku 1920 do roku 1933.
Prohibicionisté se poprvé pokusili ukončit obchod s alkoholickými nápoji během 19. století. Vedeni pietistickými protestanty se snažili vyléčit tzv. „nemocnou společnost“ sužovanou alkoholem od problémů, jako je alkoholismus, domácí násilí a politická korupce odehrávající se v barech a nálevnách. Mnoho komunit zavedlo zákaz alkoholu na konci 19. a na začátku 20. století a prosazování těchto nových prohibičních zákonů se stalo tématem debat. Zastánci prohibice, nazývaní „drys“, ji prezentovali jako boj pro veřejnou morálku a zdraví. Hnutí se chopili progresivisté v prohibičních, demokratických a republikánských stranách a získalo národní základnu prostřednictvím Ženské křesťanské unie pro střídmost (Woman's Christian Temperance Union). Po roce 1900 ji koordinovala Liga proti nálevnám (Anti-Saloon League). Opozice z pivního průmyslu mobilizovala „mokré“ příznivce z bohatých římskokatolických a německých luteránských komunit, ale vliv těchto skupin po roce 1917 upadl následkem vstupu USA do první světové války proti Německu.
Alkoholový průmysl byl omezen řadou státních zákonodárných sborů a nakonec byl celostátně zakázán podle osmnáctého dodatku Ústavě Spojených států, ratifikovaného 16. ledna 1919, který prošel „s 68procentní nadpoloviční většinou ve Sněmovně reprezentantů a 76procentní podporou v Senátu“ a ratifikovalo jej 46 ze 48 států. Legislativní předpis, známý jako Volsteadův zákon, stanovil pravidla pro vymáhání federálního zákazu a definoval zakázané alkoholické nápoje. Ne všechen alkohol byl zakázán; bylo například povoleno náboženské používání vína. Soukromé vlastnictví a konzumace alkoholu nebyly podle federálního zákona nezákonné, ale místní zákony byly v mnoha oblastech přísnější a některé státy držení přímo zakazovaly.
Po vyhlášení prohibice se v mnoha městech chopily distribuce piva a lihovin zločinecké skupiny. Koncem dvacátých let se zvedla nová celonárodní opozice proti prohibici. Kritici napadli politiku jako napomáhající kriminalitě, snižující místní daňové příjmy a vnucující „venkovské“ protestantské náboženské hodnoty „městské“ Americe. Prohibice skončila ratifikací dvacátého prvního dodatku, který 5. prosince 1933 zrušil osmnáctý dodatek, ačkoli v některých státech prohibice pokračovala. K dnešnímu dni je to jediný případ v americké historii, kdy byl schválen ústavní dodatek za účelem zrušení jiného.
Některé výzkumy naznačují, že spotřeba alkoholu výrazně poklesla kvůli prohibici. Jiné výzkumy však ukazují, že prohibice konzumaci alkoholu dlouhodobě nesnížila. Snížil se také výskyt jaterní cirhózy, alkoholické psychózy a kojenecké úmrtnosti. Vliv prohibice na míru kriminality a násilí je sporný. Prohibice ztrácela své příznivce každý rok, když byla v platnosti, a snižovala vládní daňové příjmy v kritickém období před a během Velké hospodářské krize.